# Verzorgingsplaats Sloedam
Verzorgingsplaats Sloedam was een verzorgingsplaats, gelegen aan de noordwestzijde van de A58 in de richting Eindhoven-Vlissingen tussen knooppunt Stelleplas en afrit 37 in de gemeente Middelburg. Nadat de snelheid op de A58 van Bergen Op Zoom-Vlissingen in 2012 definitief is verhoogd naar 130 km/u, werd verzorgingsplaats Sloedam gesloten.
A1: De Haar · Elsenerveld · Friezenberg · Jool-Hul  
A2: Proostwetering · De Rooijen · Zwartehof · Heezerhut · Aalsterhut  
A4: Leiburg · Oostvliet  
A6: De Monnik  
A9: Amstelveen · Hammerstein  
A12: Mollebos · De Heul · De Roode Haan  
A15: Zeekade · Kraaienbos · De Laar · Topsweerd · Groenendijk  
A16: Krabbenbosschen · Mastbos  
A17: Kapelberg  
A20: Aalkeet  
A27: Bosberg  
A28: Holkerveen · Nunspeet-Noord · Nunspeet-Zuid  
A50: Meilanden · Kabeljauw  
A58: Krabbenbosschen · Mastbos · Sloedam  
A59: Tollenaer · 't Vaerland  
A67: De Gender · De Blauwe Klei  
A79: Keelbos · Ravensbos  
A326: Rolenhof